# ناتالیا بوچینا
ناتالیا بوچینا (روسی: Наталья Валерьевна Бочина؛ زادهٔ ۴ ژانویه ۱۹۶۲) ورزشکار دو و میدانی اهل اتحاد جماهیر شوروی سوسیالیستی است.
وی در مسابقات کشوری و بین‌المللی در مجموع برندهٔ ۲ مدال نقره شده‌است.